# 8906 Яно
8906 Яно (8906 Yano) — астероїд головного поясу, відкритий 18 листопада 1995 року.
Тіссеранів параметр щодо Юпітера — 3,162.
Названо на честь астронома Яно (яп. やの(矢野)).